# Црвенорепи разиграни лемур
Црвенорепи разиграни лемур (лат. Lepilemur ruficaudatus) је полумајмун из породице ласичастих лемура (Lepilemuridae). Ендемит је Мадагаскара, где живи у шумама и око река.

## Угроженост
Подаци о распрострањености ове врсте су недовољни.